# Fussballclub Schaffhausen 2017-2018
Questa voce raccoglie le informazioni riguardanti il Fussballclub Schaffhausen nelle competizioni ufficiali della stagione 2017-2018.

## Stagione
Nella stagione 2017-2018 il Sciaffusa, allenato da Murat Yakın e Boris Smiljanić, concluse il campionato di Challenge League al 2º posto. In Coppa Svizzera il Sciaffusa fu eliminato al secondo turno dal Münsingen.

## Rosa
| N. |                       | Ruolo | Calciatore           |
| -- | --------------------- | ----- | -------------------- |
| 2  | Svizzera (bandiera)   | D     | André Caetano        |
| 3  | Portogallo (bandiera) | D     | Guilherme Fioravanti |
| 7  | Svizzera (bandiera)   | C     | Luca Tranquilli      |
| 8  | Kosovo (bandiera)     | C     | Imran Bunjaku        |
| 9  | Germania (bandiera)   | A     | Karim Barry          |
| 10 | Svizzera (bandiera)   | C     | Tunahan Çiçek        |
| 11 | Germania (bandiera)   | C     | Faruk Gül            |
| 12 | Svizzera (bandiera)   | C     | Jovan Rether         |
| 14 | Brasile (bandiera)    | D     | Paulinho             |
| 17 | Kosovo (bandiera)     | D     | Quendrim Ferizi      |
| 19 | Svizzera (bandiera)   | C     | Hélios Sessolo       |
| 21 | Italia (bandiera)     | A     | Danilo Del Toro      |

| N. |                     | Ruolo | Calciatore       |
| -- | ------------------- | ----- | ---------------- |
| 23 | Svizzera (bandiera) | C     | Miguel Castroman |
| 26 | Slovenia (bandiera) | D     | Nejc Mevlja      |
| 27 | Svizzera (bandiera) | C     | Filip Vannuca    |
| 29 | Tunisia (bandiera)  | D     | Yassin Mikari    |
| 29 | Albania (bandiera)  | D     | Arijan Qollaku   |
| 34 | Svizzera (bandiera) | C     | Yannick Helbling |
| 36 | Svizzera (bandiera) | C     | Charles Pickel   |
| 47 | Svizzera (bandiera) | P     | Mateo Matic      |
| 88 | Francia (bandiera)  | P     | Franck Grasseler |
| 92 | Svizzera (bandiera) | P     | Sydney Schneider |
| 97 | Svizzera (bandiera) | D     | Asllan Demhasaj  |

## Organigramma societario
Area tecnica
- Allenatore: Boris Smiljanić
- Allenatore in seconda: Antônio Carlos dos Santos
- Preparatore dei portieri: Wolfgang Stolpa
- Preparatori atletici:

## Calciomercato

### Sessione estiva
| Acquisti | Acquisti           | Acquisti         | Acquisti |
| R.       | Nome               | da               | Modalità |
| -------- | ------------------ | ---------------- | -------- |
| A        | Karim Barry        | Old Boys Basilea |          |
| C        | Miguel Castroman   | Wohlen           |          |
| A        | Marko Dangubic     | Wohlen           |          |
| D        | Noah Loosli        | Wohlen           |          |
| P        | Đorđe Nikolić      | Basilea          |          |
| P        | Predrag Pribanovic | Dietikon         |          |
| C        | Hélios Sessolo     | Le Mont          |          |

| Cessioni | Cessioni              | Cessioni                | Cessioni |
| R.       | Nome                  | a                       | Modalità |
| -------- | --------------------- | ----------------------- | -------- |
| D        | André Luís Neitzke    | Sion                    |          |
| C        | Christian Zock        | Sion                    |          |
| C        | Flavio Gautreaux      | YF Juventus             |          |
| P        | Christian Baumgartner | Utd Zurigo              |          |
| A        | Shkelqim Demhasaj     | Lucerna                 |          |
| C        | Mirko Facchinetti     | Bellinzona              |          |
| D        | Sanijel Kucani        | Wil                     |          |
| C        | Steven Lang           | Servette                |          |
| D        | Granit Lekaj          | Wil                     |          |
| C        | Gjelbrim Tahipi       | San Gallo               |          |
| C        | Gian-Luca Wellhäuser  | 1. FC Rielasingen-Arlen |          |

### Sessione invernale
| Acquisti | Acquisti         | Acquisti        | Acquisti |
| R.       | Nome             | da              | Modalità |
| -------- | ---------------- | --------------- | -------- |
| C        | Yannick Helbling | Rapperswil-Jona |          |
| C        | Charles Pickel   | Grasshoppers    |          |
| D        | Arijan Qollaku   | Grasshoppers    |          |

| Cessioni | Cessioni           | Cessioni     | Cessioni |
| R.       | Nome               | a            | Modalità |
| -------- | ------------------ | ------------ | -------- |
| D        | Noah Loosli        | Losanna      |          |
| A        | Marko Dangubic     | Köniz        |          |
| P        | Đorđe Nikolić      | Thun         |          |
| D        | Bujar Lika         | Grasshoppers |          |
| D        | Jean-Pierre Rhyner | Grasshoppers |          |

## Risultati

### Challenge League

#### Prima fase, girone di andata
| Arbitro: | Dudic |

|                                                        |           |  |
| Rhyner 4’ Castroman 18’, 57’ Mikari 31’, 41’ Barry 79’ | Marcatori |  |

| Arbitro: | Horisberger |

|           |           |                                         |
| Tadić 40’ | Marcatori | 8’, 48’ Çiçek 24’ Castroman 83’ Caetano |

| Arbitro: | Ovcharov |

|                        |           |  |
| Sessolo 42’ Mikari 44’ | Marcatori |  |

| Arbitro: | Bieri |

|           |           |                      |
| Mišić 87’ | Marcatori | 31’ Rhyner 48’ Çiçek |

| Arbitro: | Erlachner |

|  |           |               |
|  | Marcatori | 71’ Castroman |

| Arbitro: | Jancevski |

|                                     |           |               |
| Bunjaku 43’ Çiçek 62’ Castroman 77’ | Marcatori | 81’ Burgmeier |

| Arbitro: | Bieri |

|                                         |           |                                |
| Stevanović 21’ Sauthier 34’ Cardoso 61’ | Marcatori | 24’ (rig.) Mikari 80’ Dangubic |

| Arbitro: | Dudic |

|                                  |           |  |
| Castroman 69’ Sessolo 87’ (rig.) | Marcatori |  |

| Arbitro: | Gut |

|                           |           |                                  |
| Keller 63’ Zé Eduardo 75’ | Marcatori | 59’ (rig.) Mikari 83’, 84’ Çiçek |

#### Prima fase, girone di ritorno
| Arbitro: | Jancevski |

|                                            |           |  |
| Jaggy 16’ Shabani 37’ Chagas 63’, 74’, 77’ | Marcatori |  |

| Arbitro: | Schnyder |

|                       |           |                |
| Çiçek 52’ Sessolo 54’ | Marcatori | 40’ Kuzmanovic |

| Arbitro: | Horisberger |

|                        |           |                |
| Fatkič 27’ Soumarè 66’ | Marcatori | 90’ Tranquilli |

| Arbitro: | Gut |

|                                                 |           |          |
| Sessolo 54’ Çiçek 58’ Fioravanti 90’ Mikari 90’ | Marcatori | 4’ Besle |

| Arbitro: | Jaccottet |

|           |           |                        |
| Çiçek 60’ | Marcatori | 58’ Nuzzolo 85’ Tréand |

| Arbitro: | Gut |

|                        |           |  |
| Jüllich 29’ Puljić 47’ | Marcatori |  |

| Arbitro: | Bieri |

|                |           |                         |
| Tranquilli 12’ | Marcatori | 72’ Lang 87’ Stevanović |

| Arbitro: | Superczynski |

|  |           |           |
|  | Marcatori | 53’ Çiçek |

| Arbitro: | Ovcharov |

|                       |           |                       |
| Çiçek 16’ Sessolo 23’ | Marcatori | 31’ (rig.) Vonlanthen |

#### Seconda fase, girone di andata
| Arbitro: | Hänni |

|                         |           |                    |
| N'Ganga 15’ Rossini 54’ | Marcatori | 25’ (aut.) N'Ganga |

| Arbitro: | Dudic |

|  |           |          |
|  | Marcatori | 85’ Lang |

| Arbitro: | Horisberger |

|                             |           |               |
| Turkeš 20’, 53’ Shabani 43’ | Marcatori | 59’ Castroman |

| Arbitro: | Schärli |

|             |           |                          |
| Sessolo 12’ | Marcatori | 38’ Cortelezzi 85’ Savic |

| Arbitro: | Schnyder |

|                       |           |            |
| Sessolo 83’ Çiçek 86’ | Marcatori | 62’ Ceesay |

| Arbitro: | Cibelli |

|                    |           |  |
| Nuzzolo 34’ (rig.) | Marcatori |  |

| Arbitro: | Piccolo |

|                             |           |  |
| Coulibaly 15’ Burgmeier 79’ | Marcatori |  |

| Arbitro: | Cibelli |

|                                           |           |  |
| Tranquilli 21’ Sessolo 45’ Çiçek 61’, 85’ | Marcatori |  |

| Arbitro: | Jaccottet |

|            |           |                            |
| Schulz 80’ | Marcatori | 18’ Tranquilli 20’ Sessolo |

#### Seconda fase, girone di ritorno
| Arbitro: | Schnyder |

|                                      |           |          |
| Sessolo 12’ Tranquilli 16’ Çiçek 27’ | Marcatori | 7’ Tasar |

| Arbitro: | Tschudi |

|           |           |                                                   |
| Mfuyi 26’ | Marcatori | 53’ Tranquilli 79’ Sessolo 85’ Çiçek 90’ Helbling |

| Arbitro: | Dudic |

|                       |           |                                               |
| Çiçek 15’, 63’ (rig.) | Marcatori | 47’ (rig.) Shabani 54’, 84’ Simani 57’ Fazliu |

| Arbitro: | Cibelli |

|  |           |           |
|  | Marcatori | 71’ Çiçek |

| Arbitro: | Horisberger |

|                           |           |  |
| Josipovic 18’ Soumarè 33’ | Marcatori |  |

| Arbitro: | Fähndrich |

|           |           |  |
| Barry 90’ | Marcatori |  |

| Arbitro: | Dudic |

|                            |           |                                           |
| Sessolo 11’, 73’ Çiçek 45’ | Marcatori | 87’ (rig.) Dević 90’ Mathys 90’ Muntwiler |

| Arbitro: | Horisberger |

|                      |           |                                                                |
| Elvedi 25’ Tadić 60’ | Marcatori | 9’ Tranquilli 49’ Sessolo 58’ Del Toro 67’ Castroman 81’ Çiçek |

| Arbitro: | Wolfensberger |

|                            |           |            |
| Sessolo 14’, 46’ Barry 36’ | Marcatori | 53’ Markaj |

### Coppa Svizzera
| Arbitro: | Tschudi |

|  |           |                                                    |
|  | Marcatori | 4’ Fioravanti 7’, 78’, 90’ Tranquilli 64’ Del Toro |

| Arbitro: | Ovcharov |

|            |           |  |
| Dreier 34’ | Marcatori |  |

## Statistiche

### Statistiche di squadra
| Competizione     | Punti | In casa | In casa | In casa | In casa | In casa | In casa | In trasferta | In trasferta | In trasferta | In trasferta | In trasferta | In trasferta | Totale | Totale | Totale | Totale | Totale | Totale | DR  |
| Competizione     | Punti | G       | V       | N       | P       | Gf      | Gs      | G            | V            | N            | P            | Gf           | Gs           | G      | V      | N      | P      | Gf     | Gs     | DR  |
| ---------------- | ----- | ------- | ------- | ------- | ------- | ------- | ------- | ------------ | ------------ | ------------ | ------------ | ------------ | ------------ | ------ | ------ | ------ | ------ | ------ | ------ | --- |
| Challenge League | 64    | 18      | 12      | 1       | 5       | 42      | 21      | 18           | 9            | 0            | 9            | 28           | 30           | 36     | 21     | 1      | 14     | 70     | 51     | +19 |
| Coppa Svizzera   | -     | 0       | 0       | 0       | 0       | 0       | 0       | 2            | 1            | 0            | 1            | 5            | 1            | 2      | 1      | 0      | 1      | 5      | 1      | +4  |
| Totale           | 64    | 18      | 12      | 1       | 5       | 42      | 21      | 20           | 10           | 0            | 10           | 33           | 31           | 38     | 22     | 1      | 15     | 75     | 52     | +23 |

### Andamento in campionato
| Giornata  | 1 | 2 | 3 | 4 | 5 | 6 | 7 | 8 | 9 | 10 | 11 | 12 | 13 | 14 | 15 | 16 | 17 | 18 | 19 | 20 | 21 | 22 | 23 | 24 | 25 | 26 | 27 | 28 | 29 | 30 | 31 | 32 | 33 | 34 | 35 | 36 |
| --------- | - | - | - | - | - | - | - | - | - | -- | -- | -- | -- | -- | -- | -- | -- | -- | -- | -- | -- | -- | -- | -- | -- | -- | -- | -- | -- | -- | -- | -- | -- | -- | -- | -- |
| Luogo     | C | T | C | T | T | C | T | C | T | T  | C  | T  | C  | C  | T  | C  | T  | C  | T  | C  | T  | C  | C  | T  | T  | C  | T  | C  | T  | C  | T  | T  | C  | C  | T  | C  |
| Risultato | V | V | V | V | V | V | P | V | V | P  | V  | P  | V  | P  | P  | P  | V  | V  | P  | P  | P  | P  | V  | P  | P  | V  | V  | V  | V  | P  | V  | P  | V  | N  | V  | V  |
| Posizione | 1 | 1 | 1 | 1 | 1 | 1 | 1 | 1 | 1 | 1  | 1  | 3  | 2  | 3  | 3  | 3  | 3  | 3  | 3  | 3  | 3  | 3  | 3  | 3  | 5  | 4  | 4  | 3  | 2  | 2  | 2  | 3  | 2  | 3  | 3  | 2  |

Legenda:

Luogo: C = Casa; T = Trasferta. Risultato: V = Vittoria; N = Pareggio; P = Sconfitta.

### Statistiche dei giocatori
| Giocatore     | Challenge League | Challenge League | Challenge League | Challenge League | Coppa Svizzera | Coppa Svizzera | Coppa Svizzera | Coppa Svizzera | Totale   | Totale | Totale      | Totale     |
| Giocatore     | Presenze         | Reti             | Ammonizioni      | Espulsioni       | Presenze       | Reti           | Ammonizioni    | Espulsioni     | Presenze | Reti   | Ammonizioni | Espulsioni |
| ------------- | ---------------- | ---------------- | ---------------- | ---------------- | -------------- | -------------- | -------------- | -------------- | -------- | ------ | ----------- | ---------- |
| K. Barry      | 27               | 3                | 3                | 0                | 1              | 0              | 0              | 0              | 28       | 3      | 3           | 0          |
| I. Bunjaku    | 30               | 1                | 8                | 1                | 2              | 0              | 0              | 0              | 32       | 1      | 8           | 1          |
| A. Caetano    | 22               | 1                | 4                | 0                | 1              | 0              | 0              | 0              | 23       | 1      | 4           | 0          |
| M. Castroman  | 32               | 8                | 2                | 0                | 1              | 0              | 0              | 0              | 33       | 8      | 2           | 0          |
| M. Dangubic   | 9                | 1                | 3                | 0                | 2              | 0              | 0              | 0              | 11       | 1      | 3           | 0          |
| D. Del Toro   | 25               | 1                | 5                | 0                | 2              | 1              | 0              | 1              | 27       | 2      | 5           | 1          |
| A. Demhasaj   | 17               | 0                | 5                | 1                | 1              | 0              | 0              | 0              | 18       | 0      | 5           | 1          |
| Q. Ferizi     | 1                | 0                | 0                | 0                | 0              | 0              | 0              | 0              | 1        | 0      | 0           | 0          |
| G. Fioravanti | 11               | 1                | 3                | 0                | 1              | 1              | 0              | 0              | 12       | 2      | 3           | 0          |
| F. Grasseler  | 5                | 0                | 1                | 0                | 0              | 0              | 0              | 0              | 5        | 0      | 1           | 0          |
| F. Gül        | 12               | 0                | 2                | 0                | 0              | 0              | 0              | 0              | 12       | 0      | 2           | 0          |
| Y. Helbling   | 13               | 1                | 1                | 0                | 0              | 0              | 0              | 0              | 13       | 1      | 1           | 0          |
| B. Lika       | 12               | 0                | 2                | 0                | 2              | 0              | 1              | 0              | 14       | 0      | 3           | 0          |
| N. Loosli     | 12               | 0                | 1                | 0                | 2              | 0              | 0              | 0              | 14       | 0      | 1           | 0          |
| M. Matic      | 13               | 0                | 0                | 1                | 0              | 0              | 0              | 0              | 13       | 0      | 0           | 1          |
| N. Mevlja     | 34               | 0                | 5                | 0                | 1              | 0              | 0              | 0              | 35       | 0      | 5           | 0          |
| Y. Mikari     | 16               | 6                | 2                | 0                | 1              | 0              | 0              | 0              | 17       | 6      | 2           | 0          |
| A. Neitzke    | 8                | 0                | 1                | 1                | 1              | 0              | 0              | 0              | 9        | 0      | 1           | 1          |
| Đ. Nikolić    | 17               | 0                | 2                | 0                | 0              | 0              | 0              | 0              | 17       | 0      | 2           | 0          |
| P. Paulinho   | 33               | 0                | 9                | 0                | 1              | 0              | 0              | 0              | 34       | 0      | 9           | 0          |
| C. Pickel     | 14               | 0                | 5                | 0                | 0              | 0              | 0              | 0              | 14       | 0      | 5           | 0          |
| P. Pribanovic | 1                | 0                | 0                | 0                | 2              | 0              | 0              | 0              | 3        | 0      | 0           | 0          |
| A. Qollaku    | 15               | 0                | 0                | 1                | 0              | 0              | 0              | 0              | 15       | 0      | 0           | 1          |
| J. Rether     | 0                | 0                | 0                | 0                | 0              | 0              | 0              | 0              | 0        | 0      | 0           | 0          |
| J. Rhyner     | 17               | 2                | 3                | 0                | 1              | 0              | 0              | 0              | 18       | 2      | 3           | 0          |
| S. Schneider  | 1                | 0                | 0                | 0                | 0              | 0              | 0              | 0              | 1        | 0      | 0           | 0          |
| H. Sessolo    | 35               | 16               | 6                | 0                | 1              | 0              | 1              | 0              | 36       | 16     | 7           | 0          |
| L. Tranquilli | 29               | 7                | 3                | 0                | 2              | 3              | 0              | 0              | 31       | 10     | 3           | 0          |
| F. Vannuca    | 2                | 0                | 0                | 0                | 1              | 0              | 0              | 0              | 3        | 0      | 0           | 0          |
| C. Zock       | 3                | 0                | 0                | 0                | 0              | 0              | 0              | 0              | 3        | 0      | 0           | 0          |
| T. Çiçek      | 34               | 21               | 5                | 0                | 2              | 0              | 0              | 0              | 36       | 21     | 5           | 0          |